# Тур Альп
Тур Альп (англ. Tour of the Alps, до 2016 известная как Джиро дель Трентино (итал. Giro del Trentino) — шоссейная многодневная велогонка по дорогам итальянского и австрийского еврорегиона Тироль – Южный Тироль – Трентино, практически совпадающего с исторической областью Тироль.

## История

### Истоки и 1980-е годы
Джиро дель Трентино была создана в 1962 году, было проведено два издания в виде однодневки, стартовавшей и финишировавшей в Тренто. После этого наступил перерыв длившийся более 10 лет. 
В 1977 и 1978 годах были проведены неофициальные гонки под названием Giro di Caneve. Они остаются спорными и обычно не рассматриваются как официальные гонки Джиро дель Трентино. Победы на них одержали два итальянца Франко Битосси и Франческо Мозер соответственно.
В 1979 году гонка была возрождена под покровительством Гвидо Амистади. Она прошла в конце февраля. Несмотря на неблагоприятными погодные условия в то время в Трентино, победу по результатам трёх этапов, первый из которых был в формате индивидуальной гонки, одержал норвежей Кнут Кнудсен. На следующий 1980 году проведение было сдвинуто на май, до начала Джиро д’Италия и параллельно с Туром Романдии. Её победителем стал итальянец Франческо Мозер, который был родом из Трентино. В последующие года маршрут увеличился до четырёх этапов. 
Формат проведения в 1986 году был радикально изменён. Она прошла в конце июня как Кубок Италии в виде трековой и двух шоссейных (групповой командной разделки) гонок. Победитель определялся среди команд которой стала Carrera–Inoxpran.
На следующий, 1987 год, гонка вернулась к своему обычному формату и получила статус "международной". Среди победителей её этапов были мексиканец Рауль Алькала, для которого это был первый успех на европейский гонках и молодой итальянец Джанни Буньо. На гонке 1988 года, 10-й после возрождения, был увеличен километраж горовосхождений, а общий успех праздновал швейцарец Урс Циммерман.

### 1990-е годы

Логотип гонки "Джиро дель Трентино"

В 1990 году Итальянская федерация велоспорта добилась замены индивидуального этапа на групповой, что фактически увеличило международную ценность гонки. Общую победу на ней, благодаря бонификациям на заключительном этапе, праздновал Джанни Буньо. Гонка 1991 года ознаменовалось первой не европейской победой в общем зачёте, её одержал венесуэлец Леонардо Сьерра. Попутно был установлен рекорд участвующих гонщиков — 185 человек (86 итальянцев и 99 иностранцев). 
В 1992 году организатор гонки Гвидо Амистади за спортивные заслуги был удостоен ордена «За заслуги перед Итальянской Республикой». 
Гонка 1995 года была проведена в конце апреля, а её маршрут снова состоял из трёх этапах. В следующем 1996 году Федерация итальянского велоспорта предоставила возможность увеличить маршрут до пяти этапов с проведением части его в Австрии в честь Еврорегиона. Один из этапов финишировал в австрийском Лиенце. С тех пор этап в или из Лиенца стал обычным на маршруте.

### 2000-е годы
С момента появления в 2005 году UCI Europe Tour вошла в его календарь c категорией 2.1, в 2011 повышена до 2.HC.
Организатор Гидо Амистади покинул своё кресло в 2010 году, его заменил Джакомо Сантини. С 2012 года один из этапов (преимущественно первый) стал проходить в формате командной разделки. Гонка 2015 года присоединилась к Trofeo Melinda, поменяв своё название на Джиро дель Трентино-Мелинда.
В 2017 году гонка была переименована в Тур Альп поскольку она охватывает весь еврорегион Тироль – Южный Тироль – Трентино, образованный тремя различными региональными властями двух стран: австрийской земли Тироль и итальянскими автономными провинциями Южный Тироль и Трентино. Его не следует путать с аналогичным названием Giro al Sas di Trento, ежегодным соревнованием по бегу на шоссе в городе Тренто.
В преддверии гонки 2018 года её организаторы объявили о создании специального приза в честь Микеле Скарпони, который называется "Team Up" и будет вручаться в конце каждого этапа за лучшую командную работу, чтобы подчеркнуть солидарность, доброту и командный дух Скарпони. Микеле был победителем первого этапа издания 2017 года и трагически погиб на следующий день после завершения всей гонки.
Также входит в Велошоссейный кубок Италии.
Маршрут гонки обычно состоит из коротких и гористых этапов. Она считается последней подготовительной гонкой для основных претендентов на Джиро д'Италия, которая начинается через две недели после её завершения. 
Неоднократно победители Джиро дель Трентино впоследствии выигрывали Джиро д'Италия, все они итальянцы: Франческо Мозер, Джузеппе Саронни, Франко Кьоччьоли, Джанни Буньо, Джилберто Симони, Паоло Савольделли, Дамиано Кунего, Винченцо Нибали, Иван Бассо и Микеле Скарпони. 

## Классификации
- — генеральная классификация
- — горная классификация
- — спринтерская классификация
- — молодёжная классификация

## Призёры
| Год                      | Победитель                | Второй                  | Третий                  |
| ------------------------ | ------------------------- | ----------------------- | ----------------------- |
| Giro del Trentino        |                           |                         |                         |
| 1962                     | Энцо Мозер                | Альчиде Черато          | Gaetano Sarazin         |
| 1963                     | Гвидо Де Россо            | Франко Крибьори         | Эрколе Бальдини         |
| 1964-1978 не проводилась |                           |                         |                         |
| 1979                     | Кнут Кнудсен              | Франческо Мозер         | Роже Де Вламинк         |
| 1980                     | Франческо Мозер           | Томми Прим              | Джанбаттиста Баронкелли |
| 1981                     | Роберто Визентини         | Франческо Мозер         | Джованни Мантовани      |
| 1982                     | Джузеппе Саронни          | Франческо Мозер         | Джанбаттиста Баронкелли |
| 1983                     | Франческо Мозер           | Бруно Леали             | Эммануэль Бомбини       |
| 1984                     | Франко Кьоччьоли          | Эммануэль Бомбини       | Лучано Лоро             |
| 1985                     | Харальд Майер             | Сильвано Контини        | Герхард Задробилек      |
| 1986                     | Carrera-Inoxpran          | Del Tongo-Colnago       | Atala-Ofmega            |
| 1987                     | Клаудио Корти             | Джанбаттиста Баронкелли | Тони Ромингер           |
| 1988                     | Урс Циммерман             | Тони Ромингер           | Хельмут Вексельбергер   |
| 1989                     | Мауро-Антонио Сантаромита | Клаудио Кьяппуччи       | Лука Джелфи             |
| 1990                     | Джанни Буньо              | Пётр Угрюмов            | Леонардо Сьерра         |
| 1991                     | Леонардо Сьерра           | Массимилиано Лелли      | Стивен Ходж             |
| 1992                     | Клаудио Кьяппуччи         | Roberto Conti           | Зенон Яскула            |
| 1993                     | Маурицио Фондриест        | Клаудио Кьяппуччи       | Леонардо Сьерра         |
| 1994                     | Морено Арджентин          | Евгений Берзин          | Франческо Казагранде    |
| 1995                     | Хейнц Имбоден             | Мариано Пикколи         | Франческо Фраттини      |
| 1996                     | Владимир Белли            | Энрико Дзайна           | Nelson Rodríguez Serna  |
| 1997                     | Люк Леблан                | Павел Тонков            | Леонардо Пьеполи        |
| 1998                     | Паоло Савольделли         | Дарио Фриго             | Франческо Казагранде    |
| 1999                     | Паоло Савольделли         | Джильберто Симони       | Марко Пантани           |
| 2000                     | Симоне Боргерези          | Никлас Аксельссон       | Паоло Савольделли       |
| 2001                     | Франческо Казагранде      | Леонардо Пьеполи        | Раймондас Румшас        |
| 2002                     | Франческо Казагранде      | Хулио Альберто Перес    | Джильберто Симони       |
| 2003                     | Джильберто Симони         | Стефано Гарцелли        | Тадей Вальявец          |
| 2004                     | Дамиано Кунего            | Юре Гольчер             | Джильберто Симони       |
| 2005                     | Хулио Альберто Перес      | Евгений Петров          | Серджио Гизальберти     |
| 2006                     | Дамиано Кунего            | Лука Маззанти           | Эдди Ратти              |
| 2007                     | Дамиано Кунего            | Микеле Скарпони         | Лука Маззанти           |
| 2008                     | Винченцо Нибали           | Стефано Гарцелли        | Доменико Поццовиво      |
| 2009                     | Иван Бассо                | Янез Брайкович          | Пшемыслав Немец         |
| 2010                     | Александр Винокуров       | Риккардо Рикко          | Доменико Поццовиво      |
| 2011                     | Микеле Скарпони           | Тьягу Машаду            | Лука Аскани             |
| 2012                     | Доменико Поццовиво        | Дамиано Кунего          | Сильвестер Шмид         |
| 2013                     | Винченцо Нибали           | Мауро Сантамброджо      | Максим Буэ              |
| 2014                     | Кэдел Эванс               | Доменико Поццовиво      | Пшемыслав Немец         |
| 2015                     | Ричи Порт                 | Микель Ланда            | Леопольд Кёниг          |
| 2016                     | Микель Ланда              | Танел Кангерт           | Якоб Фульсанг           |
| Tour of the Alps         |                           |                         |                         |
| 2017                     | Герайнт Томас             | Тибо Пино               | Доменико Поццовиво      |
| 2018                     | Тибо Пино                 | Доменико Поццовиво      | Мигель Анхель Лопес     |
| 2019                     | Павел Сиваков             | Тео Гэйган Харт         | Винченцо Нибали         |
| 2021                     | Саймон Йейтс              | Пельо Бильбао           | Александр Власов        |
| 2022                     | Ромен Барде               | Майкл Сторер            | Тимен Аренсман          |
| 2023                     | Тео Гэйган Харт           | Хью Карти               | Джек Хэйг               |
| 2024                     | Хуан Педро Лопес          | Бен О’Коннор            | Антонио Тибери          |
| 2025                     | Майкл Сторер              | Тимен Аренсман          | Дерек Джи               |

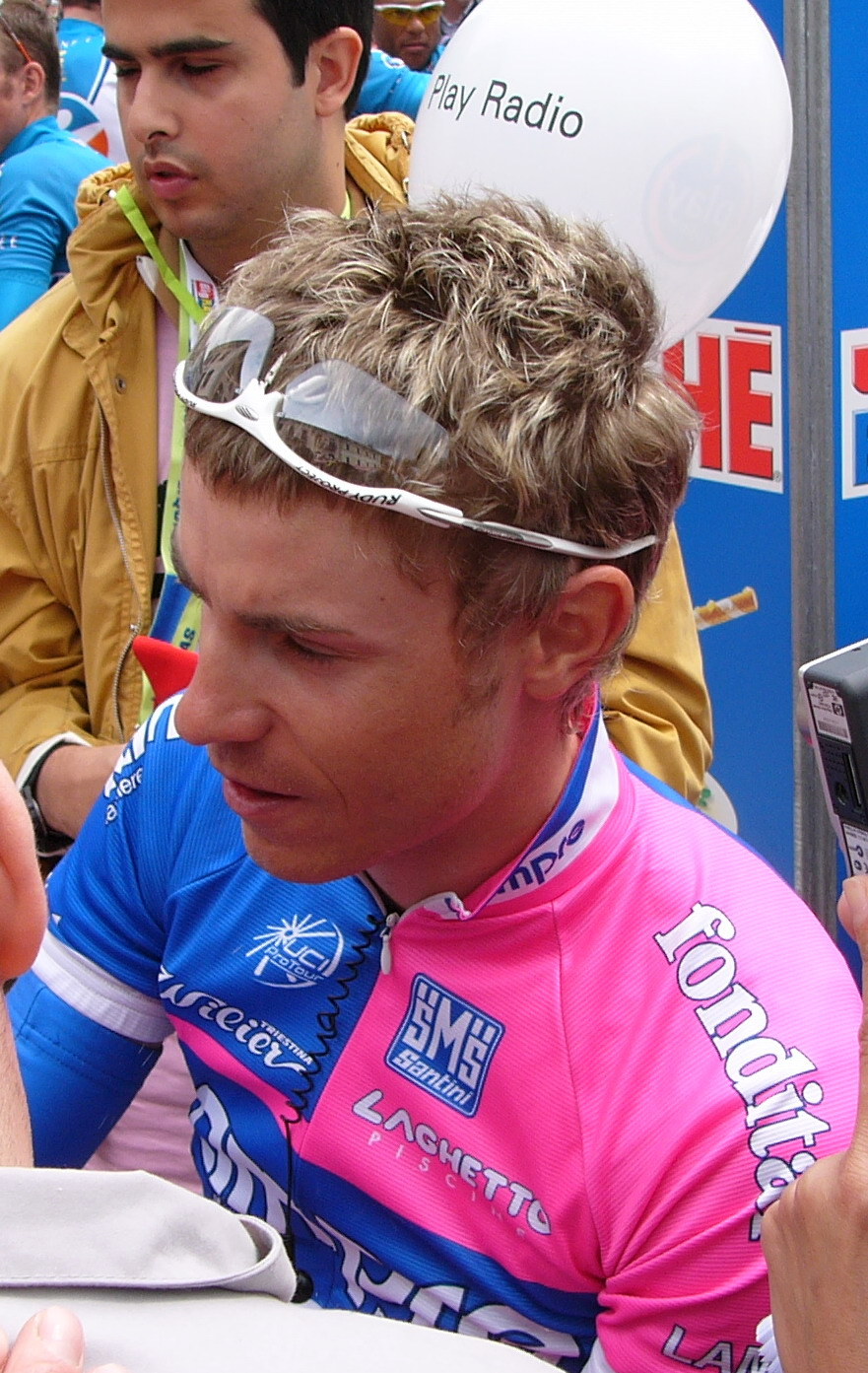
Дамиано Кунего

- В 1986 году призёры гонки определялись среди команд.

## Рекорд побед

### По странам
| Побед | Страна                                                                            |
| ----- | --------------------------------------------------------------------------------- |
| 30    | Италия                                                                            |
| 2     | Австралия, Франция, Швейцария                                                     |
| 1     | Норвегия, Австрия, Венесуэла, Мексика, Казахстан, Испания, Великобритания, Россия |